# Planococcus citri
La cocciniglia farinosa  o cotonello degli agrumi (Planococcus citri Risso, 1813) è un insetto fitomizo dell'ordine dei Rhynchota Homoptera Sternorrhyncha (superfamiglia Coccoidea, famiglia Pseudococcidae).

## Generalità
È un insetto polifago: preferisce gli agrumi, ma attacca anche la vite, il fico, il kaki ed altre piante ornamentali, soprattutto in serra.
Questo coccide è distribuito in tutte le regioni a clima temperato e nelle serre dei paesi più freddi.

## Descrizione

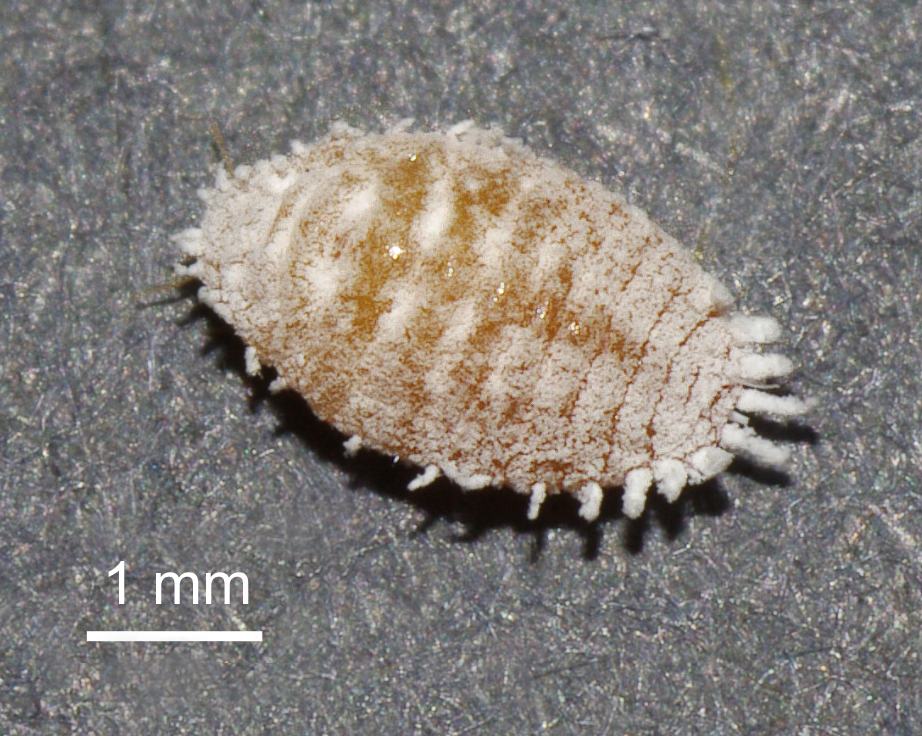
femmina(?) di Planococcus citri

La femmina adulta, di forma ovale, è circondata da 18 paia di raggi cerosi, di cui 17 uguali e brevi, mentre quello anale è più lungo. Il colore del corpo è giallognolo oppure roseo, ma è mascherato da una polvere cerosa. La lunghezza è di circa 3 mm, esclusi i raggi caudali. L'ovisacco, che contiene le uova di colore giallastro, è fioccoso simile a cotone, informe e più lungo del corpo. Il maschio, alato e di colore rossastro, è munito di due lunghi raggi cerosi e processi genitali ventrali ben sviluppati, ma non digitiformi. La lunghezza è di circa 1 mm.

## Ciclo biologico
Questo coccide, nelle regioni meridionali e a seconda delle condizioni ambientali, compie in genere da 4 a 6 generazioni all'anno, con popolazioni che raggiungono la massima densità in autunno. Nell'Italia settentrionale le generazioni si riducono a 2 o 3 mentre nelle serre riscaldate la cocciniglia si moltiplica ininterrottamente. Il cotonello all'aperto e nelle zone agrumicole può svernare in diversi stadi, con prevalenza della neanide di II età, che si rifugia alla base del tronco o nelle anfrattuosità della corteccia. Le femmine fecondate, ed occasionalmente per partenogenesi, al momento della ovodeposizione formano un ovisacco di candida cera fioccosa entro il quale depongono fino a 600 uova di colore giallastro. Le neanidi, che nascono dopo un periodo di incubazione di pochi giorni, si localizzano di solito sotto la rosetta del peduncolo del frutto ed in seguito possono invadere tutto l'epicarpo ed in particolare i punti di contatto tra i frutti, originando colonie sempre più numerose con abbondante produzione di melata. In questi ammassi si possono localizzare altri fitofagi tra cui le larve del lepidottero Cryptoblabes gnidiella, che danneggiano i fiori e i frutti.
Fattori predisponenti:
- Sesti di impianti stretti;
- Vegetazione fitta;
- Eccesso di azoto;
- Clima caldo umido.

## Danni
I danni provocati dalla cocciniglia sono distinguibili in:
- diretti: legati alla sottrazione di linfa della pianta ospite, con conseguente ingiallimento e disseccamento delle parti aeree.
- indiretti: dovuti alla produzione di sostanze cerose e di melata con conseguente sviluppo delle formiche e delle fumaggini che imbrattano il frutto deprezzandolo da un punto di vista commerciale.

Sugli agrumi le colonie presenti intorno al peduncolo provocano l'ingiallimento e la colatura dei fiori e la cascola dei frutticini, soprattutto quando la stagione ha un andamento siccitoso.
Sulla vite la cocciniglia imbratta con le sue secrezioni cerose-zuccherine i grappoli e favorisce lo sviluppo della fumaggine.
Sulle piante ornamentali le infezioni provocano ingiallimenti, deperimenti vegetativi e caduta delle foglie (filloptosi).

## Antagonisti
Il cotonello è limitato da molti nemici naturali di cui due di questi vengono allevati per la lotta biologica quali: l'Imenottero Encirtide Leptomastix dactylopii e il Coleottero Coccinellide Cryptolaemus montrouzieri.
- Predatori: Chilocorus bipustulatus (L.), Exochomus quadripustulatus (L.), Lindorus lophantae (Blais.),Scymnus includens (Kir.), Scymnus redtembackeri (Mulsant.), Cryptolaemus montrouzieri (Mulsant.), (Coleoptera: Coccinellidae), Sympherobius pygmaeus (Ram), (Neurottero: Crisopide), Leucopis sp. (Ditteri:Cameidi), (Larve oofaghe).
- Parassitoidi: Leptomastidea abonormis (Giraul)(endofago), Leptomastix dactylopii (Howard)(endofago),  Anagyrus pseudococci (Giraul) (endofago), (Imenotteri:Calcidoidei).

## Difesa

### Lotta agronomica
La lotta agronomica consiste in pratiche colturali, quali:
- adeguate potature di sfoltimento, al fine di favorire la circolazione della luce e dell'aria e rendere più facile e agevole la lotta antiparassitaria;
- lavorazioni del terreno per distruggere i nidi di formiche;
- irrigazioni e concimazioni equilibrate;
- impianto degli agrumeti o dei frutteti non troppo fitti.

### Lotta biologica
La lotta biologica può essere:
- naturale per la presenza di numerosi nemici naturali: i Coccinelledi del genere Scymnus, il Chilocorus bipustulatus, il Lindorus lophantae, il Neurottero Sympherobius pygmaeus e altri;
- attiva con l'allevamento e la diffusione di entomofagi come:

il coleottero Coccinellide Cryptolaemus montrouzieri:  1-2 interventi fino a un massimo 800 individui/ha distribuiti in primavera;
l'Imenottero Leptomastix dactylopii che parassitizza le neanidi di III età:  2-3 interventi fino ad un massimo 5.000 individui/ha distribuiti quando la temperatura media è di almeno 18 °C.
Per programmare meglio l'epoca dei lanci si possono utilizzare trappole al feromone per la cattura dei maschi alati del fitofago.
Per la riuscita del controllo biologico è fondamentale la gestione delle formiche glicifaghe che instaurano rapporti di trofobiosi con tutti gli insetti produttore di melata proteggendoli dai loro nemici naturali. Si consiglia di intervenire solo sui tronchi nel caso in cui il 50% dei germogli è infestato da formiche.

### Lotta chimica
La lotta chimica consiste in trattamenti con olio bianco attivato con fosforganici (Clorpirifos etile, Fenitrotion, ecc.) a dosi ridotte da effettuare in primavera-estate o meglio in estate quando ha inizio il trasferimento delle cocciniglie dai siti di primo insediamento sui frutti. In presenza di fumaggini gli oli bianchi possono essere attivati anche con anticrittogamici (es. Ziram).
I trattamenti chimici si effettuano solamente in caso di infestazioni che superano le soglie di intervento stimate in circa 5-10% di frutti infestati, nel periodo estivo e leggermente superiori nel periodo autunnale.
Per rendere più efficace il trattamento chimico è opportuno, in primavera, installare trappole sessuali per meglio mirare l'intervento sulle neanidi giovani.